# Ludwik Gross
Ludwik Gross (Cracóvia, 11 de setembro de 1904 – Nova Iorque, 19 de julho de 1999) foi um oncologista e virologista polonês-estadunidense. Recebeu o Prêmio Albert Lasker de Pesquisa Médica Básica de 1974, o Prêmio William B. Coley de 1975, o Prêmio Paul Ehrlich e Ludwig Darmstaedter e o Prêmio Léopold Griffuel de 1978.

## Trabalho de pesquisa
Gross foi um grande defensor da possibilidade de que alguns tipos de câncer podem ser causados por vírus e iniciou uma longa busca por causas virais de leucemia murina. No decorrer desses estudos, ele isolou a cepa do vírus da leucemia murina Gross, bem como o primeiro poliomavírus, assim chamado por sua propensão a causar câncer em vários tipos de tecido. O vírus da leucemia murina bruta é um retrovírus cuja contraparte em humanos é o vírus linfotrópico de células T humanas (HTLV-I), enquanto o poliomavírus murino está intimamente relacionado ao poliomavírus de células Merkel humano que causa a maioria das formas de carcinoma de células Merkel. Assim, Gross identificou dois vírus animais críticos que servem como modelos para vírus que causam câncer em humanos. Seu livro enciclopédico Oncogenic Viruses ainda é considerado um livro de referência para os primeiros trabalhos na descoberta de vírus que causam câncer.
Gross morreu de câncer no estômago, um grande câncer causado pela infecção pelo Helicobacter pylori, que ele mesmo pesquisou. Uma coleção de seus papéis pessoais está mantida na Biblioteca Nacional de Medicina em Bethesda, Maryland.

## Obras
- Ludwik Gross Oncogenic Viruses (2 Volumes) Pergamon Press, 1.ª Edição 1961, 2.ª Edição 1970, 3.ª Edição 1983 (ISBN 0-08-026830-7)